# 複製人 (韓國電視劇)
《複製人》（：／），原名《四子》，為韓國Seezn於2021年6月18日起播出的網絡電視劇，由《來自星星的你》的張太侑、《宥娜的街》的金在洪導演與電影《Miss Wife》的金帝榮編劇合作製作。

## 劇情

### 原定劇情
原定為2017年JTBC電視劇《Man to Man》的前傳，講述失去愛人的重案組刑警，意外遇上了性格迥異的四胞胎，而發生了一連串懸疑浪漫的推理故事。。

### 最終公開版劇情
講述調查母親死亡真相的主角姜日勳，與一個和自己長得一模一樣的人類相遇後，捲入更大的陰謀的故事。

## 演員陣容

### 主要人物
| 演員   | 角色    | 介紹                                                                                           |
| 朴海鎮 | 姜日勳  | 在解開媽媽死亡真相的過程中，他遇到和自己長得一模一樣的人，因此捲入更大的陰謀中。               |
| 朴海鎮 | Chen    | 冷酷的殺手，無法稱之為人類地行動，具有可怕的能力，性格寡言少語。                               |
| 朴海鎮 | 白東鎮  | 邪惡的結晶。                                                                                   |
| 朴海鎮 | Michael | 帶著一頭灰白色長髮的男子，喜愛飲酒。                                                           |
| Nana   | 呂璘    | 行動先於語言，首爾市冠岳區重案3組的刑警。                                                      |
| 李己雨 | 姜日權  | 財閥家族的接班人，日勳的哥哥。在日勳受到爸爸的認可，開始威脅到他的繼承人位置後，開始牽制日勳。 |
| 郭時暘 | 崔振秀  | 警大首席出身的精英刑警，像長腿叔叔一樣守護著呂璘。                                             |

### 其他人物
| 演員   | 角色   | 介紹               |
| 朴根瀅 | 姜會長 | 日勳、日權的爸爸。 |

### 特別出演
| 演員   | 角色 | 介紹 |
| 崔振赫 |      |      |

## 記事

### 製作過程
- 本劇原定於SBS播出並由吳振碩導演執導，但SBS因檔期問題決定將不進行該劇的製作[5]。後來，改由曾執導過《來自星星的你》的張太侑導演負責掌鏡[6]，張太侑導演與朴海鎮繼《來自星星的你》隔5年再度合作。
- 2018年1月，劇中正式開機拍攝，原計劃為16集，但在4個月期間卻只拍了4集，2018年5月10日為劇組實際最後拍攝的日期。[7]
- 其後，媒體報導導演張太侑在拍攝期間一直與製片方存在矛盾，引發極度的精神不安，住進了位於京畿道的某醫院，接受了1周的治療後失聯。[8]。
- 其後，劇集傳出製片方拖欠薪水、朴海鎮自掏腰包補貼工作人員等消息。[9]。而演員金昌完因為未付合約金、拍攝延遲等原因，與製作方終止了出演合約[10]。
- 兩名主角朴海鎮及NANA，分別於2018年末與劇組終止合約。[11]。其後，製作公司Victory Contents曾對朴海鎮提出「禁止演出假處分」申請，要求他在《四子》拍攝完畢前不得出演新作品，而朴海鎮及其經紀公司Mount Move也對《四子》Victory Contents提出「禁止業務妨害假處分」的申請，最終法院判朴海鎮勝訴[12]。
- 2018年8月，製作公司改為以金在洪導演重啟拍攝，[13]並更換女主角為李詩雅。朴海鎮則在同年10月31日合約到期後，因已多次通融延長合同，無法繼續延長拍攝而退出劇組。[14][15]

### 結局
- 2019年10月，劇組曾重新召集部分演員進行補拍，朴海鎮並未參與其中。[16]
- 2021年6月，劇集更名為《複製人》，剪輯已拍攝的六集戲份，每週五透過OTT平台「Seezn」公開。[4]公開版的女主角仍為NANA拍攝的戲份，並無包含李詩雅接替演出所拍攝的戲份。